# 儒略纪元
儒略纪元是一套依照准确的儒略年长度(365.25日)而使用的纪元方法.
儒略纪元是对较旧的贝塞耳纪元的改进.
儒略纪元计算方法如下:
J = 2000.0 + (儒略日期 - 2451545.0) / 365.25
目前的标准纪元是J2000.0, 它以Terrestrial时2000年1月1日12:00作为起始.